# Rhynchina pervulgaris
Rhynchina pervulgaris là một loài bướm đêm trong họ Erebidae.